# Nederlandse Opbouwdienst
Nederlandse Opbouwdienst (NOD; niderl. Holenderska Służba Odbudowy) – utworzona przez władze niemieckie po zajęciu Holandii tymczasowa organizacja niepolityczna, mająca tworzyć miejsca pracy dla byłych żołnierzy.

## Historia
Po kapitulacji sił holenderskich w maju 1940 roku Niemcy zajęli Holandię, a cały personel wojskowy został zdemobilizowany.
Wszystkie holenderskie siły zostały rozwiązane, a mężczyzn odesłano do domu lub aresztowano i wysłano do niemieckich obozów jenieckich.
W dniu 15 lipca 1940 roku władze niemieckie utworzyły Nederlandse Opbouwdienst (NOD) jako tymczasową organizację, mającą tworzyć miejsca pracy dla zdemobilizowanych żołnierzy. Zajmowali się czynnościami takimi jak usuwanie gruzu ze zniszczeń wojennych i zbieranie materiałów budowlanych.

## Struktura
NOD miał swoją siedzibę w Hadze. Składał się z czterech tzw. Okręgów Budowlanych, zlokalizowanych w Hadze (Okręg I), Amsterdamie (Okręg II), Utrechcie (Okręg III) i Arnhem (Okręg IV). Każdy miał składać się z dwudziestu Korpusów Budowlanych. Korpus taki składał się z kolei z czterech Wydziałów Budowlanych, z których każdy liczył około 200 ludzi. Nederlandse Opbouwdienst zatrudniałaby zatem około 64 000 ludzi. Wydział Konstrukcyjny składałby się z czterech grup po cztery zespoły każda.
Początkowo członków NOD nazywano „żołnierzami”, później dopiero „robotnikami”. Zdemobilizowani holenderscy oficerowie i podoficerowie byli odpowiedzialni za jednostki, ale nadzór nad nimi sprawowali Niemcy.

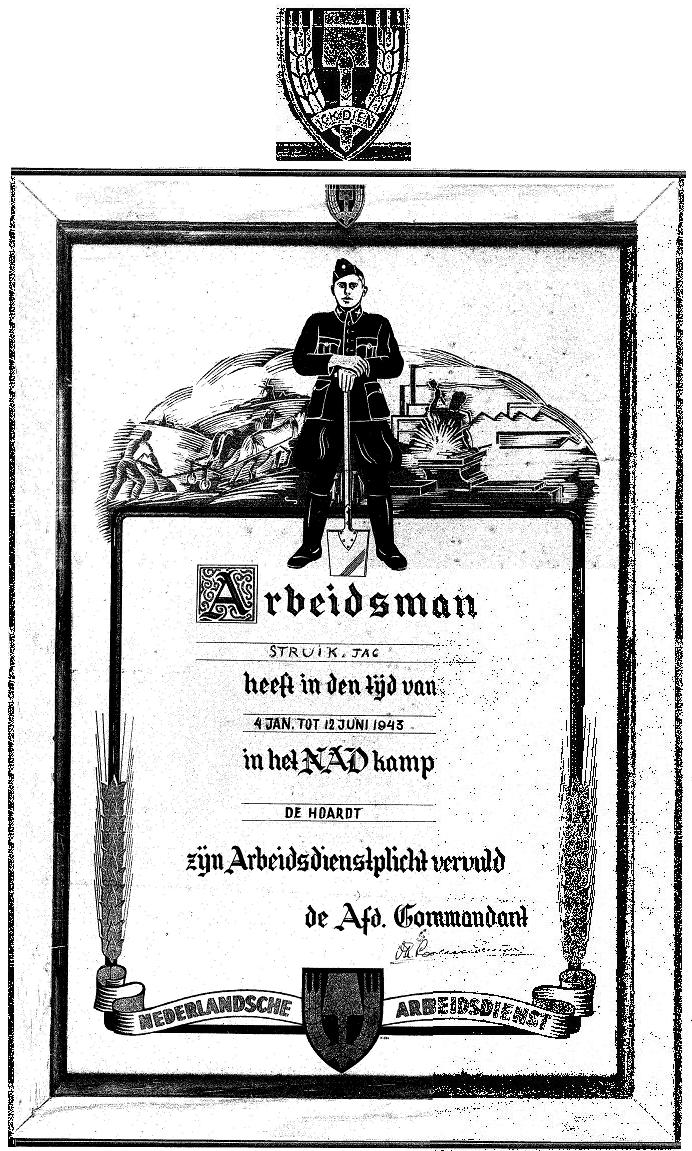
Zaświadczenie o odbyciu służby w Nederslande Arbeidsdienst (1943)

Dowódcą Nederlandse Opbouwdienst został holenderski major Jaap Breunese, znany z organizacji czterodniowego marszu w Nijmegen. Później objął stanowisko komendanta Holenderskiej Służby Pracy (Nederlandse Arbeidsdienst). 1 sierpnia 1941 roku podał się do dymisji w związku z nieporozumieniami z niemieckimi okupantami. NOD został rozwiązany w październiku 1940 roku, a z jego szeregów utworzono zalążek Nederslande Arbeidsdienst o sile docelowej około 20 000 ludzi.

## Umundurowanie
W NOD pozostawiono umundurowanie holenderskie, lecz na każdym mundurze musiał znajdować się biały trójkąt.